# Guan Yi
Guan Yi (1962, Jiangxi) é um virologista chinês. É o diretor do principal laboratório estadual de doenças infecciosas emergentes da Universidade de Hong Kong. Sua pesquisa se concentra na ecologia, evolução e patogênese da gripe e outros vírus respiratórios emergentes.
Em 2014, foi classificado como o 11º no mundo pela Thomson Reuters entre os pesquisadores globais no campo da microbiologia.
Sua pesquisa sobre a doença respiratória viral SARS ajudou o governo chinês a evitar o surto de 2004.

## Publicações acadêmicas
O registro de publicação de Guan contido no banco de dados do Instituto Nacional de Saúde dos Estados Unidos mostra que ele possui mais de 280 artigos revisados por pares.